# حاسی قاره
حاسی قاره (به عربی: حاسی القارة) یک شهرداری در الجزایر است که در منطقه منیا واقع شده‌است. حاسی قاره ۱۷٬۸۰۱ نفر جمعیت دارد و ۳۸۰ متر بالاتر از سطح دریا واقع شده‌است.